# تامین‌تول
تامین‌تول (به انگلیسی: Tomintoul) یک روستا در بریتانیا است که در Moray واقع شده‌است. تأمین‌تول ۳۲۲ نفر جمعیت دارد.